# Ибрутиниб
Ибрутиниб (Imbruvica, PCI-32765) — противоопухолевое средство, предназначенное для лечения злокачественных B-лимфопролиферативных заболеваний. Препарат представляет собой ковалентный селективный ингибитор тирозинкиназы Брутона, которая играет важную роль в поддержании жизнеспособности злокачественных клеток.
Препарат был одобрен в США для лечения мантийноклеточной лимфомы (МКЛ), хронического лимфоцитарного лейкоза (ХЛЛ) и макроглобулинемии Вальденстрёма. Ведутся клинические испытания ибрутиниба для лечения прочих B-лимфопролиферативных заболеваний, таких как диффузная B-крупноклеточная лимфома и миеломная болезнь.

## История
Ибрутиниб был впервые синтезирован сотрудниками Celera Genomics как часть серии малых молекул, способных ковалентно и селективно связываться с остатком Cys-481 в АТФ-связывающем кармане тирозинкиназы Брутона и блокировать её ферментативную активность. О своём открытии компания сообщила в 2007 году. В апреле 2006 года компания Pharmacyclics приобрела права на эти ингибиторы тирозинкиназы Брутона для дальнейшей доклинической разработки в контексте аутоиммунных и B-лимфопролиферативных заболеваний.
Препарат был одобрен Управлением по санитарному надзору за качеством пищевых продуктов и медикаментов (FDA) США для лечения пациентов с мантийноклеточной лимфомой (МКЛ), которые уже прошли хотя бы один курс терапии другими препаратами, в 2013 году и для лечения хронического лимфоцитарного лейкоза (ХЛЛ) при том же условии в 2014 году. Позднее ибрутиниб был также одобрен как препарат первой линии для лечения ХЛЛ с делецией короткого плеча 17-й хромосомы (2014) и макроглобулинемии Вальденстрёма (2015). Ведутся клинические испытания препарата для лечения прочих B-лимфопролиферативных заболеваний, таких как диффузная B-крупноклеточная лимфома и миеломная болезнь.

## Механизм действия
Основной механизм действия ибрутиниба связан с селективным необратимым ковалентным ингибированием тирозинкиназы Брутона. Тирозинкиназа Брутона является компонентом сигнального пути B-клеточного рецептора и необходима для нормального созревания и функционирования B-лимфоцитов. Соответственно, ингибирование этой киназы при помощи ибрутиниба противодействует росту злокачественных B-клеток, зависимых от B-клеточного рецептора, таких как клетки ХЛЛ, МКЛ и В-клеточной лимфомы.
Ибрутиниб блокирует автофосфорилирование тирозинкиназы Брутона в злокачественных В-клетках при их стимуляции, а также фосфорилирование (активацию) фосфолипазы С γ и киназ ERK1/2 и AKT, расположенных ниже тирозинкиназы Брутона в сигнальном пути. Кроме того, ибрутиниб подавляет активность ещё одного важного для B-клеток сигнального пути — NF-κB — ex vivo и in vivo.
Ибрутиниб ингибирует пролиферацию и способствует апоптозу клеток ХЛЛ. Препарат также нарушает взаимодействие злокачественных клеток с микроокружением, поддерживающим их жизнеспособность. Так, ибрутиниб подавляет стимулирующее действие CD40L, BAFF, интерлейкина 6, интерлейкина 4, фактора некроза опухоли, фибронектина и мезенхимальных стромальных клеток на выживание опухолевых клеток.
Ибрутиниб ингибирует хемотаксис лейкозных клеток различного происхождения к хемокинам CXCL12 и CXCL13 и снижает их адгезию к стромальным клеткам костного мозга. В результате, в начале лечения ибрутинибом появляется характерный временный лимфоцитоз, вызванный выходом злокачественных клеток из лимфатических узлов в кровяное русло, и параллельное уменьшение лимфаденопатии.

## Показания к применению
Ибрутиниб может быть прописан пациентам с мантийноклеточной лимфомой и хроническим лимфолейкозом при условии, что они уже прошли хотя бы один курс терапии другими препаратами. Ибрутиниб может быть выбран как препарат первой линии для лечения хронического лимфлейкоза с делецией короткого плеча 17-й хромосомы и для лечения макроглобулинемии Вальденстрёма.
Стандартная доза препарата для лечения МКЛ составляет 560 мг, для лечения ХЛЛ и МВ — 420 мг.

## Побочные эффекты
К наиболее серьёзным побочным эффектам ибрутиниба относятся:
- кровотечения — кровотечения третьей и выше степени наблюдали у примерно 6 % пациентов;
- инфекции — инфекции третьей и выше степени наблюдали у 14—26 % пациентов;
- цитопении — частота нейтропении доходит до 29 %, тромбоцитопении — до 17 %, анемии — до 9 %;
- фибрилляция предсердий — зарегистрирована в 6—9 % случаев;
- вторичные злокачественные опухоли — у 5—14 % пациентов, проходящих лечение ибрутинибом, в это время были обнаружены прочие злокачественные опухоли.

Наиболее частыми (≥20 % случаев) побочным эффектами ибрутиниба являются: 
- тромбоцитопения;
- нейтропения;
- диарея;
- анемия;
- усталость;
- скелетно-мышечные боли;
- инфекции верхних дыхательных путей;
- сыпь;
- тошнота;
- повышенная температура тела;
- периферические отёки;
- гематомы;
- одышка;
- запор;
- боль в животе;
- рвота;
- пониженный аппетит.

## Стоимость
Стоимость месяца терапии ибрутинибом в США в 2013 г составляла около 11000 долларов. Лечение является непрерывным.